# Верх-Чикский сельсовет
Верх-Чикский сельсовет — сельское поселение в Ордынском районе Новосибирской области Российской Федерации.
Административный центр — деревня Верх-Чик.

## История
Статус и границы сельского поселения установлены Законом Новосибирской области от 2 июня 2004 года № 200-ОЗ «О статусе и границах муниципальных образований Новосибирской области»

## Население
| 2002 | 2010 | 2012 | 2013 | 2014 | 2015 | 2016 |
| ---- | ---- | ---- | ---- | ---- | ---- | ---- |
| 920  | ↘814 | ↘800 | ↗815 | ↘792 | →792 | ↘783 |
| 2017 | 2018 | 2019 | 2020 | 2021 |      |      |
| ↗787 | ↘780 | ↘763 | ↘756 | ↘734 |      |      |

## Состав сельского поселения
| № | Населённый пункт | Тип населённого пункта          | Население |
| - | ---------------- | ------------------------------- | --------- |
| 1 | Верх-Чик         | деревня, административный центр | ↘650      |
| 2 | Малый Чик        | деревня                         | ↘164      |